# Notholaena marantae
La  felcetta lanosa (Notholaena marantae (L.) R.Br. è una pianta appartenente alla famiglia delle Pteridaceae.